# Frieden von Wien (1864)

Karte der Gebietsveränderungen durch den Deutsch-Dänischen Krieg

Der Frieden von Wien war ein am 30. Oktober 1864 in Wien unterzeichneter Friedensvertrag zwischen Preußen, Österreich und Dänemark. Er beendete den Deutsch-Dänischen Krieg. Der Vertrag wurde am 12. November von Dänemark und am 14. November 1864 von Preußen und Österreich ratifiziert. Der Austausch der Ratifizierungsurkunden erfolgte am 16. November 1864 in Wien.

## Geschichte
Nach dem Sturm auf die Düppeler Schanzen am 18. April und der Besetzung der Insel Alsen ab Ende Juni durch die verbündeten preußischen und österreichischen Truppen begannen auf Ersuchen der dänischen Regierung erste Verhandlungen über eine Waffenruhe. Am 18. Juli 1864 wurde in Christiansfeld, der nördlichsten Stadt im Herzogtum Schleswig, eine Übereinkunft unterzeichnet, nach der die Feindseligkeiten zu Land und zur See ab dem 20. Juli mittags bis zum 30. Juli abends eingestellt werden sollten. Die Vereinbarung wurde dann um vier Tage bis zum 3. August verlängert.
Schon am 25. Juli waren die Bevollmächtigten Österreichs, Preußens und Dänemarks – und zwar für Österreich Graf Rechberg und Baron Brenner, für Preußen Otto von Bismarck und Freiherr von Werther, für Dänemark George Quaade und Oberst Heinrich Kaufmann – ebenfalls in Wien zu einer Friedenskonferenz zusammengetreten und hatten sich am 1. August über die Friedenspräliminarien geeinigt.
Die Präliminarien bestanden aus fünf Paragraphen. Darin musste Dänemark die drei Herzogtümer Schleswig, Holstein und Lauenburg an Österreich und Preußen abtreten. Sie regelten finanzielle Entschädigungen und den neuen Grenzverlauf. Im letzten Paragraph wurde festgelegt, dass die Bevollmächtigten sofort in die Unterhandlungen über einen endgültigen Friedensvertrag einzutreten hätten. Schleswig, Holstein und Lauenburg kamen in ein österreichisch-preußisches Kondominium.
Dieser endgültige Friedensvertrag wurde dann am 30. Oktober 1864 unterzeichnet. Der Vertrag bestand aus 24 Artikeln und bestätigte die Friedenspräliminarien vom 25. Juli inhaltlich vollständig. Nach dem Deutschen Krieg 1866 fielen die drei Herzogtümer 1867 an Preußen. Ein endgültiger Friedensvertrag wurde von Preußen trotz mehrfacher dänischer Bitten nie abgeschlossen.

## Auszug aus dem Wiener Friedensvertrag vom 30. Oktober 1864
Artikel 1: „Es soll in Zukunft und für beständig Friede und Freundschaft zwischen ihren Majestäten dem Kaiser von Österreich und dem Könige von Preussen einerseits und dem Könige von Dänemark andererseits, sowie zwischen deren Erben und Nachfolgern und deren gegenseitigen Staaten und Unterthanen herrschen.“
Artikel 3: „Seine Majestät der König von Dänemark verzichtet auf alle Seine Rechte auf die Herzogthümer Schleswig, Holstein und Lauenburg zu Gunsten Ihrer Majestäten des Kaisers von Österreich und des Königs von Preußen, und verpflichtet Sich, die Verfügungen, welche Ihre genannten Majestäten hinsichtlich dieser Herzogthümer treffen werden, anzuerkennen.“
Artikel 24: „Gegenwärtiger Vertrag wird ratificirt werden, und die Ratificationen sollen in Wien binnen drei Wochen oder, wenn möglich, früher ausgewechselt werden.“
„Urkund dessen haben die betreffenden Bevöllmächtigten ihn unterzeichnet und mit dem Insiegel ihrer Wappen versehn.“
„So geschehen in Wien am 30. Tage des Monats October des Jahres des Heils 1864.“